# Блестящий древолаз
Блестящий древолаз (Oophaga speciosa) — исчезнувшее земноводное рода Oophaga семейства древолазов (Dendrobatidae).

## Описание
Особи имели длину 28—31 мм. Кожа гладкая за исключением задней части живота и брюшной поверхности бёдер. Цвет красный.

## Распространение
Этот вид встречался в Панаме, в небольшом регионе в горной цепи Кордильера-де-Таламанка вблизи от Коста-Рики. Это в основном наземный вид, которого можно встретить во влажных низинах и очень влажных горных лесах.

## Размножение
Самки откладывали икру на лесной подстилке и, как только из неё вылуплялись головастики, относили их в скопления воды в пазухах листьев или стволов растений.

## Тенденции и угрозы
В Красной книге МСОП внесен в категорию «исчезнувшие» (Exctinct (EX)).